# バイエルン・オーバーラント鉄道
バイエルン・オーバーラント鉄道有限会社 (ドイツ語: Bayerische Oberlandbahn GmbH, BOB) はトランスデヴ・グループ所属のドイツの私設鉄道会社である。本社はホルツキルヒェン、整備工場はレングリースに所在する。

## 概要

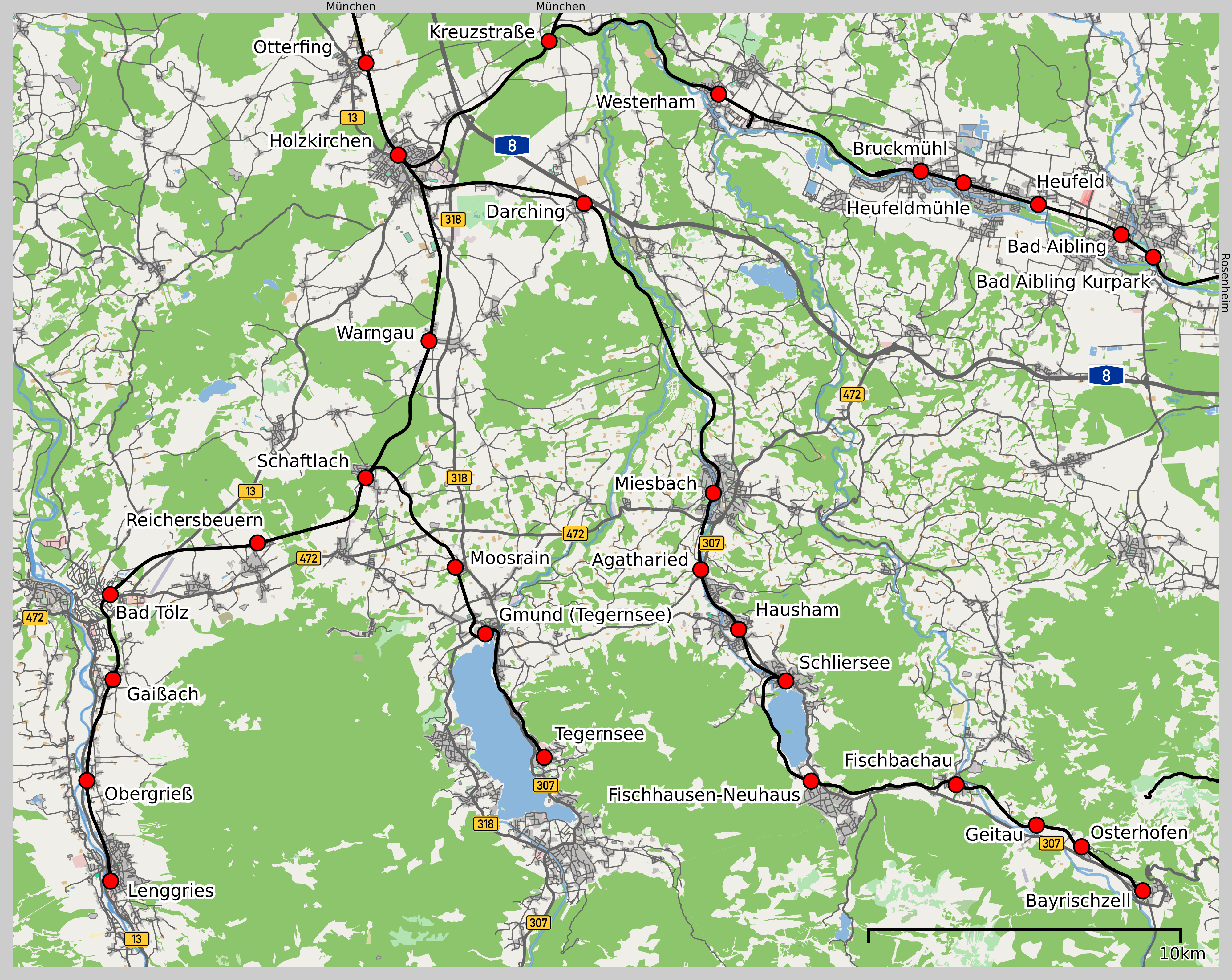
BOB路線図

BOBの路線はミュンヘンとバイエルン・アルプス地域のバイリシュツェル、レングリース、テガーン湖を結ぶ。ホルツキルヒェン以後の三つの鉄道路線は電化されていないため、ディーゼル気動車はその路線で運行されている。2013年12月15日以来バイエルン・オーバーラント鉄道はメリディアンという商標名でミュンヘン - ザルツブルク及びミュンヘン - クーフシュタイン電車路線も運営している。この会社はドイツ国営及び私設鉄道輸送連合、ミュンヘン都市圏、乗客連合会のPRO BAHN、ドイツ交通学術連盟 (Deutsche Verkehrswissenschaftliche Gesellschaft、DVWG) 、ミースバッハ郡企業連盟、オーバーラント経済委員会の会員社である。

## 料金システムとサービス
BOBとマリディアンは固有の乗車券自動販売機を運営する。ドイツ鉄道の自販機でBOB路線の乗車券を買うのも可能である。追加的にBOBの自販機にはミュンヘン市内 (MVVの内部範囲) の交通手段でも有効な乗車券も販売されている。

## 保有車両
2020年6月まで気動車インテグラルとタレント3編成車両が活用された。

### FLIRT3
FLIRT3はメリディアン鉄道で運行されている。ヴェオリア社は35本の電車を注文して、現在28本の6編成車両 (301~328号、国際鉄道連合の方式で9480-1430形) と7本の3編成車両 (351~357号、国際鉄道連合の方式で9480-1427形) が運行されている。325号と355号電車はバート・アイブリング列車衝突事故で運行不能となったが、2018年1月新しい車両で置き換わった。

### リント
2020年7月以降、気動車リント54はオーバーラント路線に導入された。

## 路線

### BOB列車の鉄道路線
- ミュンヘン - ホルツキルヒェン線
- ホルツキルヒェン - シュリアー湖線・シュリアー湖 - バイリシュツェル線
- ホルツキルヒェン - シャフトラッハ - レングリース
- シャフトラッハ - テガーン湖線

### メリディアン列車の鉄道路線
- ミュンヘン - ローゼンハイム線・ローゼンハイム - ザルツブルク線
- ローゼンハイム - クーフシュタイン線
- ホルツキルヒェン - ローゼンハイム線